# La Vengeance de Spartacus
Pour plus de détails, voir Fiche technique et Distribution.
La Vengeance de Spartacus (La vendetta di Spartacus) est un péplum italien de Michele Lupo sorti en 1964.

## Synopsis
Rome, en l'an 73 avant Jésus-Christ. La révolte des esclaves menée par Spartacus a été violemment réprimée. Le corps de Spartacus ayant disparu, ses amis le croient toujours vivant. Valère Catulle, soldat romain revenu des campagnes d'Espagne, se range du côté des esclaves…

## Fiche technique
- Titre français : La Vengeance de Spartacus
- Titre original : La vendetta di Spartacus
- Réalisation : Michele Lupo
- Scenario : Ernesto Guida et Lionello De Felice
- Adaptation française : Jacques Michau
- Dialogues français :Lucette Gaudiot
- Montage : Alberto Gallitti
- Maitre d’armes : Alfio Caltabiano
- Costumes : Walter Patriarca
- Assistant réalisation : Giancarlo Romitelli
- Maquillage : Amato Garbini
- Effets spéciaux : Armando Grilli
- Photographie : Guglielmo Mancori
- Format : Techniscope, Technicolor, 2,35:1
- Directeur de production : Piero Lazzari
- Inspecteur de production : Paolo Gargano
- Architecte : Pier Vittorio Marchi
- Musique et direction d’orchestre : Francesco De Masi
- Producteur : Elio Scardamaglia
- Société de production : Leone film
- Distribution en France : Cosmopolis films et les films Marbeuf
- Pays d'origine :  Italie
- Genre : péplum
- Durée : 97 minutes
- Dates de sortie :
  -  Italie : 24 septembre 1964
  -  France : 20 mai 1970

## Distribution
- Roger Browne (VF : Hubert Noël) : Valere Catulle
- Scilla Gabel (VF : Chantal Deberg) : Cinzia
- Gordon Mitchell (VF : Bernard Woringer) : Arminio
- Giacomo Rossi Stuart (VF : Georges Poujouly) : Fulvius Trason
- Daniele Vargas (VF : Albert de Médina) : Lucius Trason
- Germano Longo : Marcello Catulle
- Gianni Solaro (VF : Jacques Berthier) : Le sénateur Flaccus
- Giovanni Pazzafini  (VF : Michel Gatineau) : un rebelle
- Calisto Calisti  (VF : Pierre Collet) : le gardien de Fulvio
- Pietro Ceccarelli (it) (VF : René Arrieu) : Astorige
- Franco Di Trocchio : le berger
- Alfio Caltabiano (VF : Edmond Bernard) : Musio
- Pietro marascalchi : Massilio
- Tony Freeman : un esclave
- Aldo Pini : Caius Rutilius
- Gian Paolo Rosmino (VF : Pierre Collet) : un sénateur
- Mary Arden : noble romaine
- Antonio Corevi : sénateur Feliziano
- Eugenio Galadini : le gardien du moulin
- Leonilde Montesi : Marta la mère de Valerio
- Adriano Vitale : le muet
- Piero Pastore : un esclave
- Gaetano Quartararo : esclave
- Thea Fleming : noble romaine
- Sandro Mondini : noble romain
- Enzo Ricciardi : un sénateur
- Angelo Casadei : esclave
- John Bartha : officier romain
- Roberto Spiombi : un sénateur
- Franz Colangeli : un sénateur
- Bruno Tocci : légionnaire
- Romano Moraschini : esclave
- Alfonso Giganti : un esclave
- Sergio Smacchi : esclave
- Enzo Mondino : esclave
- Gilberto Galimberti : esclave
- Romano Giomini : esclave
- Umberto Solomone : esclave
- Fortunato Arena : soldat romain